# Трікордіано
«Клуб Атлетіко Трікордіано» або просто «Трікордіано» — нині не функціонуюча бразильська футбольна команда з міста Трес-Корасойнс, штат Мінас-Жерайс, заснована 13 травня 2008 року.
У 2016 році клуб брав участь у вищому дивізіоні Лігі Мінейро (Модуль I), однак у 2017 році – вибув в другий дивізіон (Модуль II).
У 2019 році стадіон «Еліас Арбекс» на якому грала команда, не відповідав технічним вимогам Федерації Футболу Мінейро, через що «Трікордіано» був оштрафований  на 100 000 000 бразильських реалів, автоматичним пониженням до другого дивізіону Ліги Мінейро та відстороненням від участі у будь-яких змаганнях штату протягом наступних 2-ох років.